# 2010年冬季奥林匹克运动会短道速滑比赛
2010年冬季奧林匹克運動會短道速滑比賽于2010年2月13日-2010年2月26日在加拿大温哥华太平洋体育馆舉行，该届比赛共设8个小项，共有来自23个代表团的109名选手参加。

## 参赛资格
- 共有120名运动员参加比赛，正常情况下男女各60人，但若是某一性别的参赛运动员未能达到60人，则剩余名额将分配给另一性别。同一奥委会最多只能有3男3女（不参加接力）或是5男5女（参加接力）参赛。
- 参赛名额通过4个奥运预选赛决定。
- 东道主加拿大在所有项目中都自动获得1个名额，但如果加拿大放弃接力比赛，他们将不能获得任何参赛名额。
- 预选赛接力前7名（若加拿大在前7中，则顺延一位）获得参赛资格。
- 所有获得接力参赛资格的奥委会在没有获得名额情况下，可以自动获得1个各项目个人赛名额，其余名额依据预选赛成绩分配[1]

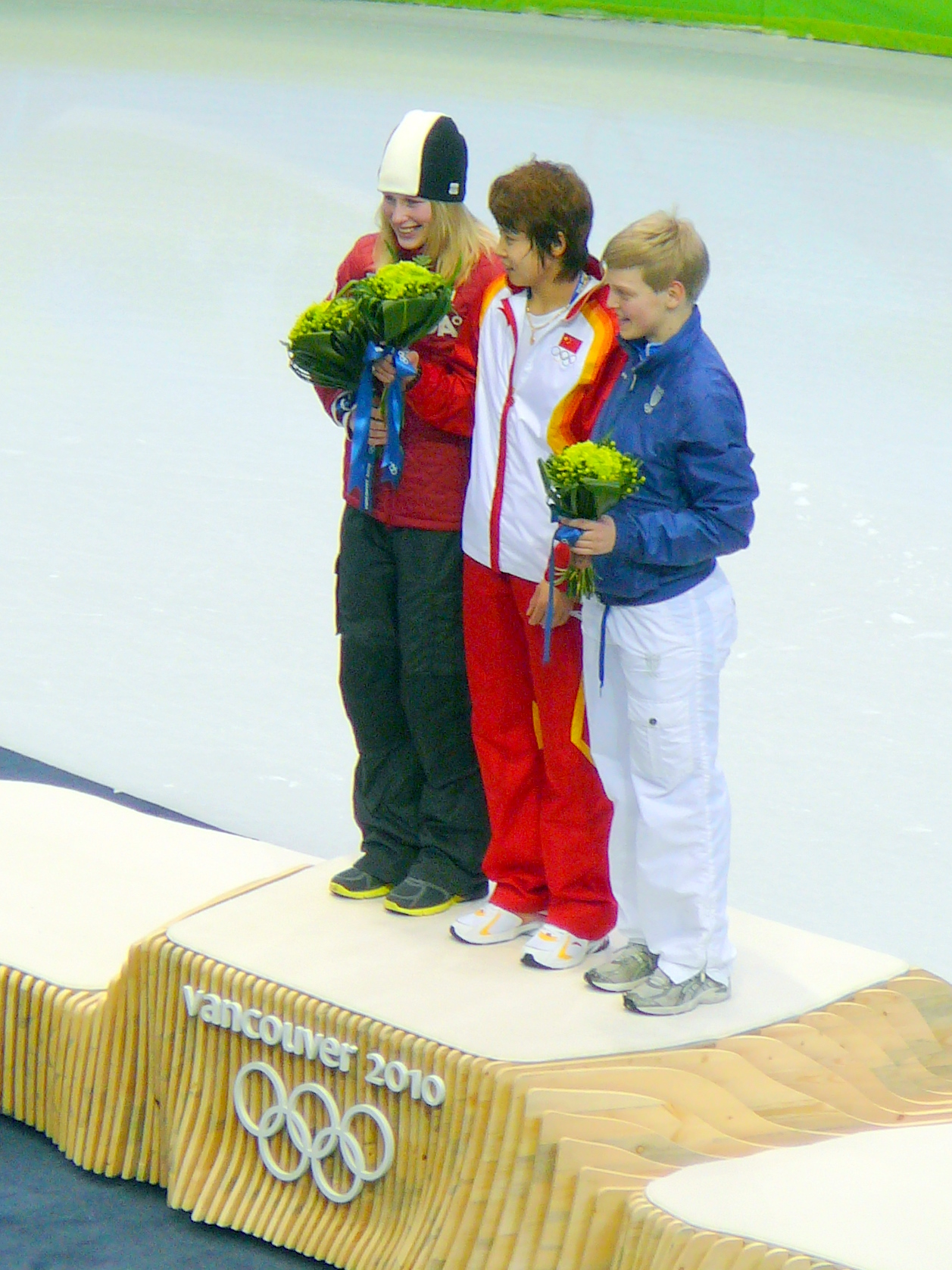
女子500米颁奖仪式。从左到右：玛丽安妮（Marianne St-Gelais）, 王濛和芳塔娜（Arianna Fontana）

## 奖牌榜
*   主办国家/地区（加拿大）
| 排名                     | 国家 / 地区              | 金牌 | 銀牌 | 銅牌 | 总计 |
| ------------------------ | ------------------------ | ---- | ---- | ---- | ---- |
| 1                        | 中國                     | 4    | 0    | 0    | 4    |
| 2                        |                          | 2    | 4    | 2    | 8    |
| 3                        | 加拿大*                  | 2    | 2    | 1    | 5    |
| 4                        | 美国                     | 0    | 2    | 4    | 6    |
| 5                        | 義大利                   | 0    | 0    | 1    | 1    |
| 总计（共5个国家 / 地区） | 总计（共5个国家 / 地区） | 8    | 8    | 8    | 24   |

## 奖牌得主

### 男子
| 項目                | 金牌                                                                                               | 金牌        | 银牌                                                      | 银牌     | 铜牌                                                                            | 铜牌     |
| 500米 （詳細）      | 夏尔·阿默兰 · 加拿大（CAN）                                                                        | 40.981      | 成始柏 · 韩国（KOR）                                      | 41.340   | 弗朗索瓦·特朗布莱 · 加拿大（CAN）                                               | 46.366   |
| 1000米 （詳細）     | 李政洙 · 韩国（KOR）                                                                               | 1:23.747 OR | 李昊锡 · 韩国（KOR）                                      | 1:23.801 | 阿波罗·大野 · 美国（USA）                                                       | 1:24.218 |
| 1500米 （詳細）     | 李政洙 · 韩国（KOR）                                                                               | 2:17.611    | 阿波罗·大野 · 美国（USA）                                 | 2:17.976 | 杰·亚·塞斯基 · 美国（USA）                                                      | 2:18.806 |
| 5000米接力 （詳細） | 加拿大（CAN） · 夏尔·阿默兰 · 弗朗索瓦·阿默兰 · 奥利维耶·让 · 弗朗索瓦·特朗布莱 · 纪尧姆·巴斯蒂耶* | 6:44.224    | 韩国（KOR） · 郭潤起 · 李昊锡 · 李政洙 · 成始柏 · 金成一* | 6:44.446 | 美国（USA） · 杰·亚·塞斯基 · 特拉维斯·杰纳 · 乔丹·马隆 · 阿波罗·大野 · 西蒙·趙* | 6:44.498 |

* 表示接力参加的是半决赛而不是决赛

### 女子
| 項目                | 金牌                                      | 金牌        | 银牌                                                                             | 银牌     | 铜牌                                                                                   | 铜牌     |
| 500米 （詳細）      | 王濛 · 中国（CHN）                        | 43.086      | 玛丽安尼·桑特-克莱 · 加拿大（CAN）                                               | 43.707   | 阿莉安娜·方塔娜 · 意大利（ITA）                                                        | 43.804   |
| 1000米 （詳細）     | 王濛 · 中国（CHN）                        | 1:29.213    | 凯瑟琳·罗伊特 · 美国（USA）                                                      | 1:29.324 | 朴胜羲 · 韩国（KOR）                                                                   | 1:29.379 |
| 1500米 （詳細）     | 周洋 · 中国（CHN）                        | 2:16.993 OR | 李银别 · 韩国（KOR）                                                             | 2:17.849 | 朴胜羲 · 韩国（KOR）                                                                   | 2:17.927 |
| 3000米接力 （詳細） | 中国（CHN） · 孫琳琳 · 王濛 · 張會 · 周洋 | 4:06.610 WR | 加拿大（CAN） · 杰茜卡·格雷格 · 卡琳娜·罗白日 · 玛丽安尼·桑特-克莱 · 塔尼娅·维桑 | 4:09.137 | 美国（USA） · 埃里森·贝沃 · 艾莉森·杜德克 · 拉娜·格林 · 凯瑟琳·罗伊特 · 金伯莉·德里克* | 4:14.081 |

* 表示接力参加的是半决赛而不是决赛

## 外部連結
- 本屆奧運短道速滑比賽時間表（页面存档备份，存于）
- 国际滑冰联合会官方网站（英文）（页面存档备份，存于）
- 2010年冬季奥林匹克运动会官方网站（英文）（页面存档备份，存于）
- 国际奥委会官方网站